# 6685 Boitsov
6685 Boitsov este un asteroid din centura principală de asteroizi.

## Descriere
6685 Boitsov este un asteroid din centura principală de asteroizi. A fost descoperit pe 31 august 1978 la Observatorul de Astrofizică din Crimeea de Nikolai Cernîh. El prezintă o orbită caracterizată de o semiaxă mare de 2,23 ua, o excentricitate de 0,17 și o înclinație de 3,7° în raport cu ecliptica.